# František Kališ
František Kališ (* 22. Juni 1953 in Břeclav) ist ein ehemaliger Radrennfahrer aus der Tschechoslowakei.

## Sportliche Laufbahn
Mit dem Radsport begann er in seiner Heimatstadt bereits als Jugendlicher.
Kališ, der während seiner Laufbahn für den Verein Dukla Brno startete, wurde 1973 Mitglied der Nationalmannschaft und startete im Verlauf seiner Laufbahn bei Etappenrennen wie der Internationalen Friedensfahrt, der Tour de l’Avenir, der Olympia’s Tour, der DDR-Rundfahrt, der Polen-Rundfahrt, im Grand Prix Guillaume Tell, im britischen Milk-Race und anderen Rundfahrten. Die Internationale Friedensfahrt bestritt er zweimal. 1975 gewann er die Trofeo Piva in Italien sowie eine Etappe in der Polen-Rundfahrt. 1976 konnte er zwei Tagesabschnitte des Etappenrennens Grand Prix d’Annaba für sich entscheiden. In der Steiermark-Rundfahrt wurde er Dritter.
1977 gewann er die erste Austragung des Rennens Velká Bíteš–Brno–Velká Bíteš, das das Nachfolgerennen des Saisonauftaktrennens in der Tschechoslowakei Brno–Mikulov–Brno war. Dreimal wurde er Vize-Meister im Mannschaftszeitfahren. 1978 holte er einen Etappensieg in der Niedersachsen-Rundfahrt.

## Erfolge
- 1974 – 2. in der 5. und 6. in der 6. Etappe der DDR-Rundfahrt (jeweils bester tschechoslowakischer Fahrer; sechste Etappe ebenfalls als Harzrundfahrt gewertet)
- 1975 – 2. der Serbien-Rundfahrt
- 1975 – Gewinner der Trofeo Piva (Italien)
- 1975 – 2. in der 1. und 4. Etappe der Polen-Rundfahrt und Sieger in der 7. Etappe
- 1975 – Sieger in der 6. Etappe der Internationalen Friedensfahrt
- 1976 – 3. in der 1. und 3. Etappe der Internationalen Friedensfahrt
- 1977 – Sieger in der 9. Etappe Milk Race